# Йоган Бонгсбо
Матс Йоган Едвард Бонгсбо (швед. Mats Johan Edward Bångsbo, нар. 10 лютого 2003, Кунгсбака, Швеція) — шведський футболіст, захисник клубу «Гетеборг» та молодіжної збірної Швеції.

## Ігрова кар'єра

### Клубна
Йоган Бонгсбо є вихованцем футбольної академії клубу «Гетеборг», де він розпочав свої заняття у 2015 році. Під час передсезонної підготовки у 2022 році Бонгсбо був залучений до першої команди і провів кілька спаррингів в основі.
2 квітня 2022 року футболіст підписав з клубом свій перший професійний контракт, дія якого розрахована на чотири роки. 15 травня того ж року у матчі Аллсвенскан проти «Варбергса» Бонгсбо дебютував за першу команду у чемпіонаті країни.

### Збірна
З 2022 року Йоган Бонгсбо є гравцем молодіжної збірної Швеції.